# Werner Gailis
Werner Gailis (* 7. Februar 1925 in Berlin; † 1993) war ein deutscher Bildhauer und Hochschullehrer.

## Leben
Werner Gailis studierte von 1948 bis 1954 an der Freien Universität und an der Hochschule der bildenden Künste in Berlin. 1955 richtete er dort die Metallwerkstatt ein, die er leitete. Von 1964 bis zu seiner Emeritierung 1990 war er Professor an der Hochschule der Künste in Berlin. Gailis arbeitete hauptsächlich in Bronze und gestaltete neben lebensgroßen weiblichen Akten sakrale Kunst für katholische Kirchen in Berlin. Seine Wohnung mit den nachgelassenen Arbeiten ist unverändert in der Bissingzeile in Berlin-Schöneberg erhalten.

## Werke (Auswahl)
- St. Judas Thaddäus (Berlin), Ausstattung des Altarraums (1966–1970)
- Maria Frieden (Berlin), Marienstatue (1970) und Figur des hl. Antonius von Padua (1972) unter der Orgelempore
- St. Matthias (Berlin), Galenportal  (1979), 12 Apostelleuchter, Auferstehungsrelief "Matthias, Zeuge der Auferstehung" über dem Matthiasaltar
- St. Hedwigs-Kathedrale (Berlin), Osterleuchter der Taufkapelle (1985), Statuette der hl. Elisabeth (1987), Beratung bei der Einrichtung der Schatzkammer in der Unterkirche (1987)
- St. Bernhard (Berlin-Tegel), Kreuz im Altarraum, Skulptur des hl. Bernhard von Clairvaux mit dem sl. Bernhard von Lichtenberg

## Einzelausstellungen
- 1977: Orangerie im Jardin du Luxembourg in Paris
- 1981–82: Nationalmuseum Warschau